# كولن هولت
كولن هولت (بالإنجليزية: Colin Holt)‏ هو سياسي أسترالي، ولد في 31 أغسطس 1963 في أستراليا. حزبياً، نشط في Western Australian National Party ‏.